# Mata de los Dos Toros
Mata de los Dos Toros är en ort i Mexiko.   Den ligger i kommunen Tlalixcoyan och delstaten Veracruz, i den sydöstra delen av landet, 300 km öster om huvudstaden Mexico City. Mata de los Dos Toros ligger 40 meter över havet och antalet invånare är 418.
Terrängen runt Mata de los Dos Toros är platt, och sluttar österut. Runt Mata de los Dos Toros är det ganska glesbefolkat, med 43 invånare per kvadratkilometer. Närmaste större samhälle är Tlalixcoyan, 15,6 km öster om Mata de los Dos Toros. Trakten runt Mata de los Dos Toros består till största delen av jordbruksmark.